# Jeff Abbott
Jeff Abbott (1963) é um escritor do suspense dos Estados Unidos da América. É licenciado em História e Inglês na Rice University. Vive em Austin, Texas.
Os seus primeiros romances eram de ficção tradicional com detectives, mas nos últimos anos virou-se para os romances policiais. O tema das suas obras tem a ideia, de pessoas normais serem apanhadas por um extraordinário perigo e terem de lutar para retornarem às suas vidas normais. Os livros foram publicados em diversos países, sendo os mais vendidos no Reino Unido, Austrália, Irlanda e França.

## Obras

### Os mistérios de Jordan Poteet
São os tradicionais romances de mistério, centrados à volta da excêntrica família de Jordan Poteet numa pequena cidade do Texas:
- Do Unto Others (Faz Aos Outros) (1994) - Vencedor dos Prémios Agatha e Macavity Award (dado pelo Ministério Internacional de Leitores) para melhor romance e nomeado para o Prémio Dilys dado pela Associação Independente de Histórias Policiais Mais Vendidos.
- The Only Good Yankee (1995) - Nomeado para a Liga de Escritores do "Texas Violet Crown Award" (Prémio da Coroa Violeta do Texas).
- Promises of Home (1996)
- Distant Blood (1996)

### Colecção The Whit Mosley
Mosley é um juiz do Texas e legista que faz uma parceria com a detective Claudia Salazar no county de Gulf Coast. Estes livros são mais negros e mais orientados para o thriller que os romances Poteet.
- Beijo Fatal - no original A Kiss Gone Bad (2001)--nomeado para o Anthony Award no Bouchercon XXXIII na categoria de  "Melhor paperback original" .[2]
- Black Jack Point (2002)--nomeado para o Edgar Award (oferecido pelo Mystery Writers of America),;[3] o Anthony Award para "Melhor paperback original";[4] and also for the Barry Award.[carece de fontes?]
- Cut and Run (2003)--nomeado para o Edgar Award),[3]

### Colecção Sam Capra
Capra é um agente brilhante da CIA que é tramado e perde tudo o que lhe é importante. Passa a usar as suas habilidades para ajudar os desamparados, proteger os inocentes e perseguir os que lhe tiraram a sua família.
- Adrenaline (1 de Janeiro de 2010)
- The Last Minute (9 de Junho de 2011)
- Sam Capra's Last Chance (Curta) (22 de Maio de 2012)
- Downfall (16 de Julho de 2013)
- Inside man (2014) (1 de Julho de 2014)
- The First Order (2016)
- Traitor's Dance (2022)

### Livros isolados
- Panic (2005)--nomeado para o Thriller Award (oferecido pelo International Thriller Writers).[carece de fontes?] Panic
- Fear (2006)
- Collision (2008)--conhecido como Run no Reino Unido[5]
- Trust Me (2009)
- Blame (2017)
- The Three Beths (2018)
- Never Ask Me (2020)
- An Ambush of Widows (2021)

## Ligações Externas
- Site oficial
- Jeff Abbott bibliography